# James Elkins
James Elkins (1954) é um crítico de arte e historiador de arte norte-americano. 

## Obras
- Pictures and Tears: A History of People Who Have Cried in Front of Paintings[1]
- Chinese Landscape Painting as Western Art History
- Pictures of the Body: Pain and Metamorphosis
- The Domain of Images
- How to Use Your Eyes[2]
- What Painting Is[3]
- The Poetics of Perspective
- The Object Stares Back: On the Nature of Seeing[4]
- Why are our Pictures Puzzles?[5]
- What Happened to Art Criticism?[6]
- Visual Studies: A Skeptical Introduction
- Why Art Cannot Be Taught: A Handbook For Art Students[7]
- Six Stories From the End of Representation
- Stories of Art[8]
- On the Strange Place of Religion in Contemporary Art[9]
- On Pictures and the Words That Fail Them[5]
- Our Beautiful, Dry, and Distant Texts: Art History as Writing[5]
- Master Narratives and Their Discontents[10]